# Comté d'Elizabeth City
Le comté d'Elizabeth City, en anglais : Elizabeth City County, est un ancien comté de Virginie, situé au sud-est de la colonie de Virginie, de 1634 à 1952, date à laquelle il est fusionné avec la ville de Hampton. Créé à l'origine en 1634, sous le nom d'Elizabeth River Shire, il est l'un des huit shires créés dans la colonie de Virginie, par ordre de Charles Ier, roi d'Angleterre. En 1636, il est subdivisé et la partie au nord du port de Hampton Roads devient connue sous le nom d'anglais : Elizabeth City Shire. Elle est rebaptisée anglais : Elizabeth City County peu de temps après. 
Elizabeth City s'appelle à l'origine Kikotan (également orthographié Kecoughtan (en) et Kikowtan), probablement un mot en amérindien de l'époque où les Anglais sont arrivés, en 1607. Ils étaient amicaux envers les Anglais, mais Thomas Gates, le gouverneur de Virginie (en), à Jamestown s’inquiète de la sécurité (y compris d'une éventuelle attaque par les Espagnols et les Hollandais) ou convoitait leurs champs de maïs après la période de famine (en) de l'hiver 1609-1610. Les Anglais s'emparent de leurs terres pendant que les hommes sont à la chasse et, pour une raison ignorée, les indigènes n'attaquèrent jamais la colonie en réponse.
Le shire puis le comté sont nommés en l'honneur d'Elizabeth de Bohème, fille du roi Jacques VI et Ier, sœur des princes Henry et Charles.
La ville de Hampton, fondée en 1680, est devenue la plus grande ville du comté d'Elizabeth City, et en a été le siège de comté.
Hampton devient une ville indépendante, en 1908, bien qu'elle reste le siège du comté d'Elizabeth City et continue à partager de nombreux services avec le comté. En 1952, le comté d'Elizabeth City et la seule ville incorporée du comté, Phoebus, fusionnent avec et dans Hampton. Cette fusion est la première d'une série de regroupements municipaux dans Hampton Roads qui aboutissent à la division de la majeure partie de la région en villes indépendantes. À quelques exceptions près, la ville actuelle de Hampton englobe presque tout ce qui était le comté d'Elizabeth City. 
Les principales exceptions sont les parties du comté d'Elizabeth City qui font désormais partie de Newport News. Au moment de l'extension de la péninsule (en) du Chesapeake and Ohio Railway, une part de la partie ouest du comté devient partie de l'ancien comté de Warwick (en). Cela permet à toute la partie sud de l'extension d'être dans le comté de Warwick. La ville de Newport News est formée à partir de cette partie du comté de Warwick et, en janvier 1927, la ville de Kecoughtan (en), dans le comté d'Elizabeth City, a également quitté le comté, étant annexée par la ville de Newport News.
Depuis que les colons anglais ont occupé l'ancien village indien de Kecoughtan, en 1610, et que la ville de Jamestown est abandonnée, en 1699, la ville de Hampton prétend dorénavant être la plus ancienne ville anglophone d'Amérique du Nord à avoir été colonisée de manière continue. 